# Börsenplatz (Frankfurt am Main)
Koordinaten: 50° 6′ 53,6″ N, 8° 40′ 41,6″ O

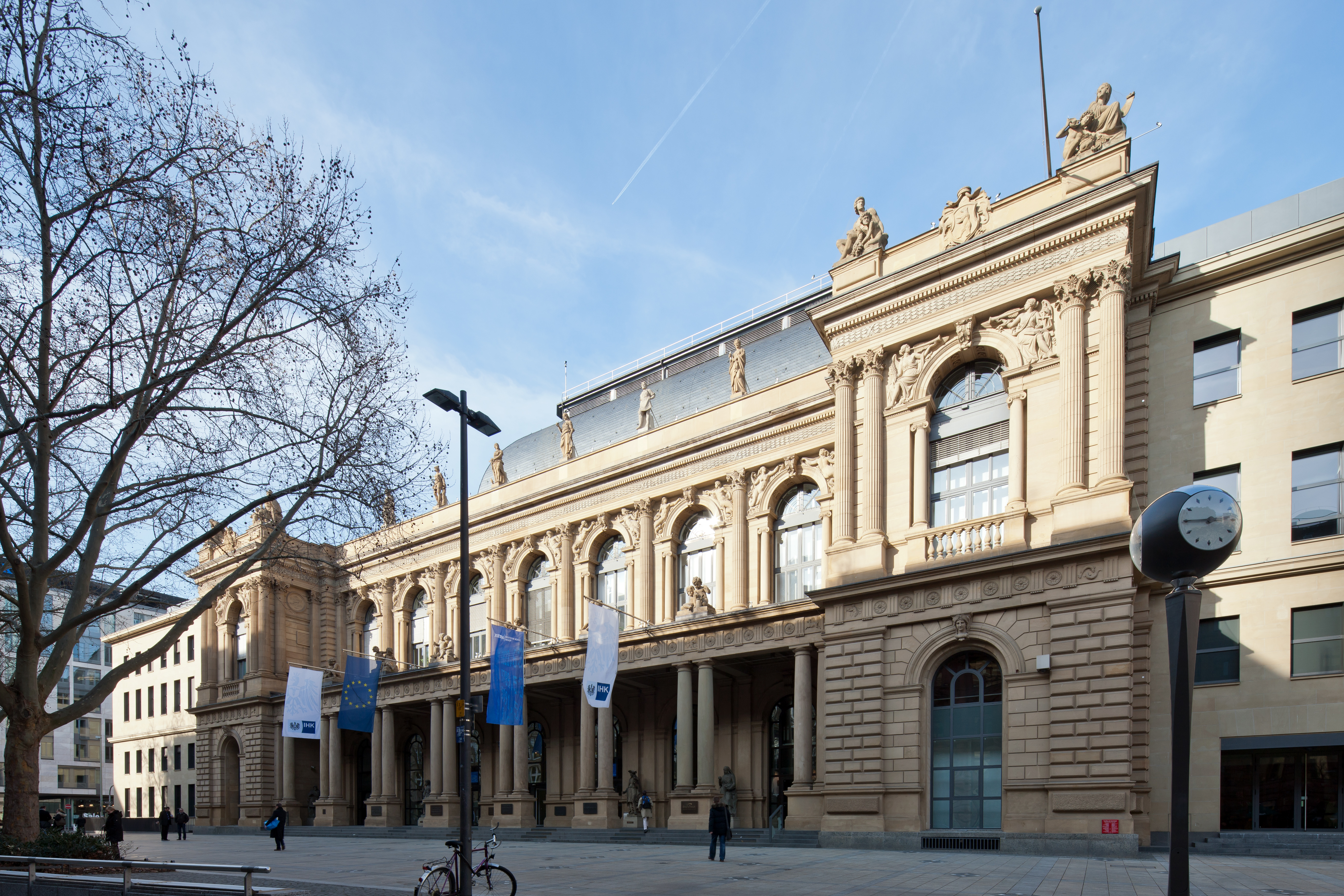
Neue Börse

Der Börsenplatz ist ein Platz in der Innenstadt von Frankfurt am Main.

## Platzgestaltung
Dominierendes Gebäude am Börsenplatz ist die namensgebende Neue Börse aus dem Jahr 1879. Das monumentale Gebäude im Stil der Neurenaissance ist Sitz der Frankfurter Wertpapierbörse und der IHK Frankfurt am Main. Der monumentale Kuppelbau wurde nach Entwürfen von Heinrich Burnitz und Oskar Sommer als Repräsentationsarchitektur in großzügiger Gliederung erbaut. Die Fassade aus gelbem Sandstein mit Eckrisaliten und Vorhalle in kanonischer Säulenfolge sowie mit zyklischer Bauplastik allegorischen Inhalts von führenden Bildhauern bestimmen den Blick vom Platz aus.
1985 gab die Frankfurter Börse zur Feier ihres 400-jährigen Bestehens bei Reinhard Dachlauer zwei Bronze-Skulpturen in Auftrag. Die Skulpturen Bulle & Bär befinden sich seit 1988 auf der östlichen Seite des Börsenplatzes und sind ein viel photographiertes und in den Medien gezeigtes Motiv. Sie stehen als Symbol für die steigenden und fallenden Aktienkurse, also den Bullen- und Bärenmarkt.
Östlich wird der Börsenplatz durch die Schillerstraße begrenzt. Das Eckhaus Schillerstraße 9/Börsenplatz 1 von 1881 steht unter Denkmalschutz. Es handelt sich um ein opulentes Wohn- und Geschäftshaus der Neurenaissance nach Entwurf von Eduard Johann Georg Anthes. Zum Börsenplatz hin zeigt es symmetrische Fassaden aus zweifarbigem Sandstein mit übergiebeltem Axialrisalit. Daran angebaut steht das Haus Börsenplatz 5, das ebenfalls unter Denkmalschutz steht. Es handelt sich um ein nobles Miets- und Geschäftshaus der Neurenaissance, das für Franz von Brünning nach Entwurf von Christian Ludwig Schmidt erbaut wurde. Die Fassade besteht aus rotem Sandstein, zentriert in breit auf Atlanten ausgekragtem Balkon mit Kolossalsäulen.
Die westliche Begrenzung des Platzes bildet die Börsenstraße. Die Front zum Börsenplatz wird hier durch das moderne Gebäude der Zentrale der Frankfurter Volksbank gebildet.
Der Platz und die angrenzende Schillerstraße sind Fußgängerzone.
1875 entstand am Börsenplatz das Gebäude der Elisabethenschule. Die Entwürfe des monumentalen Gebäudes im Stil der Neurenaissance stammten von Stadtbaurat Gustav Albert Behnke. Es war für 22 Klassen mit 1032 Mädchen konzipiert und hatte 470.000 Goldmark gekostet. Das Gebäude steht heute nicht mehr.

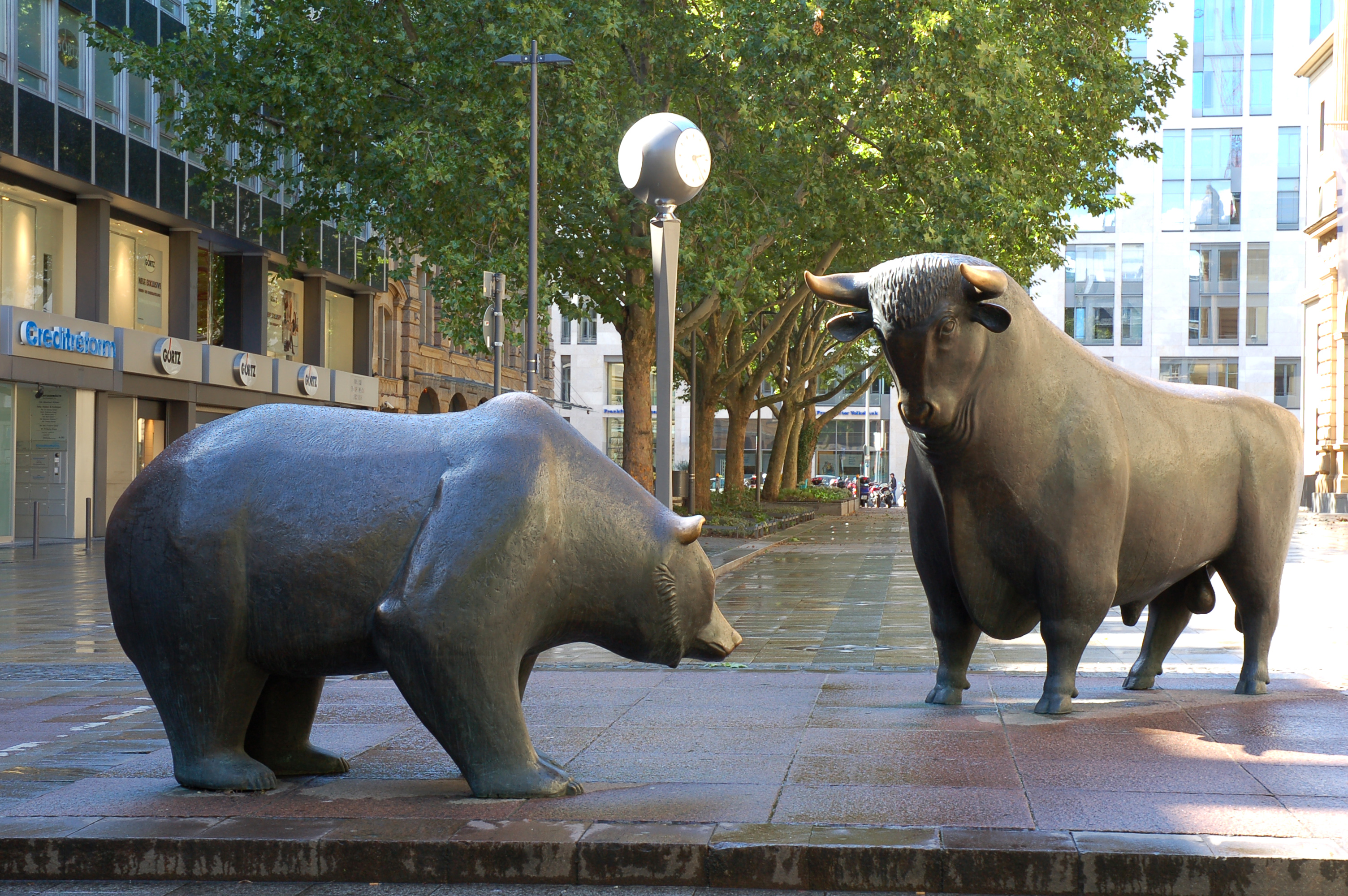
Bulle und Bär
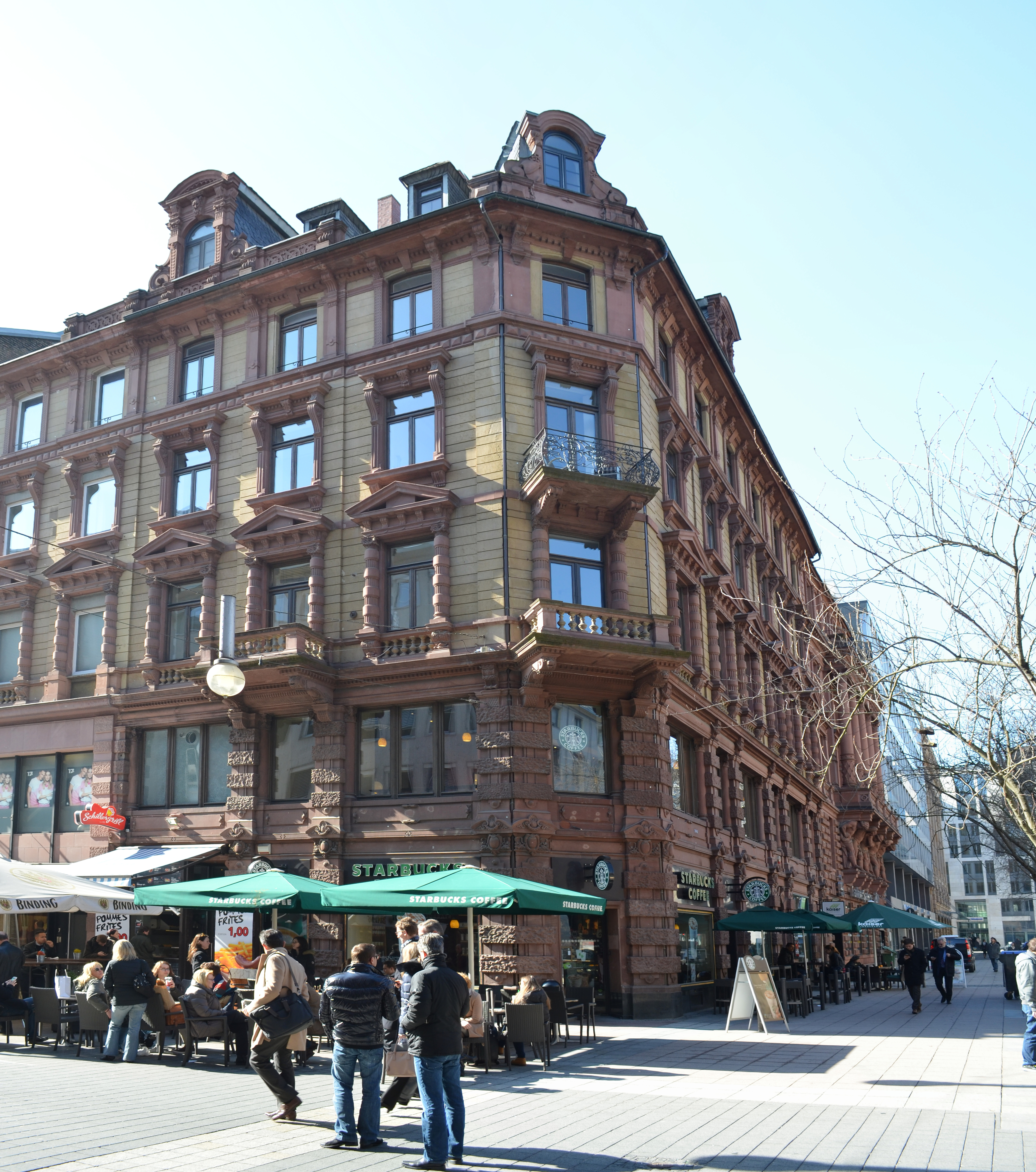
Börsenplatz 1
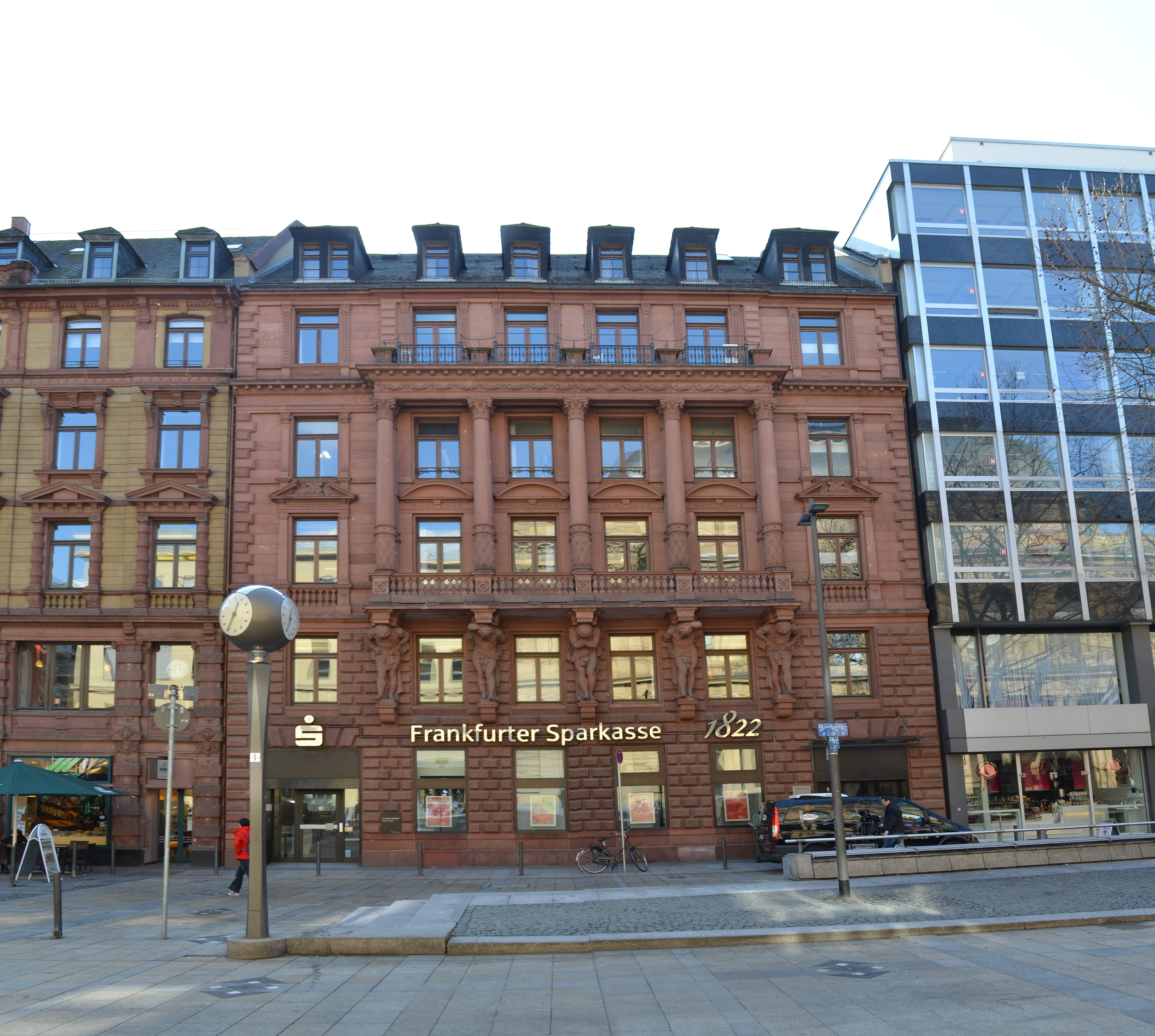
Börsenplatz 5
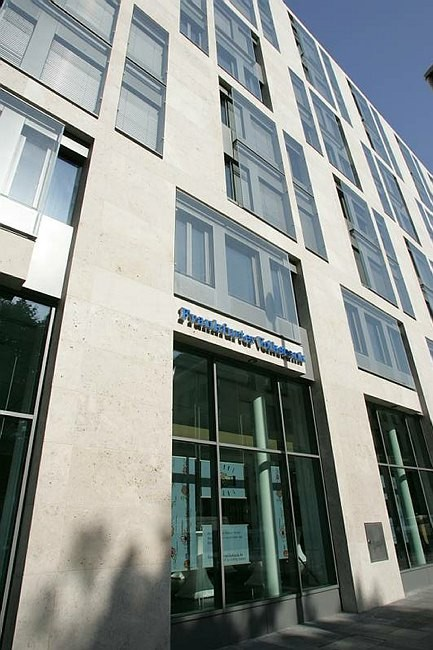
Frankfurter Volksbank
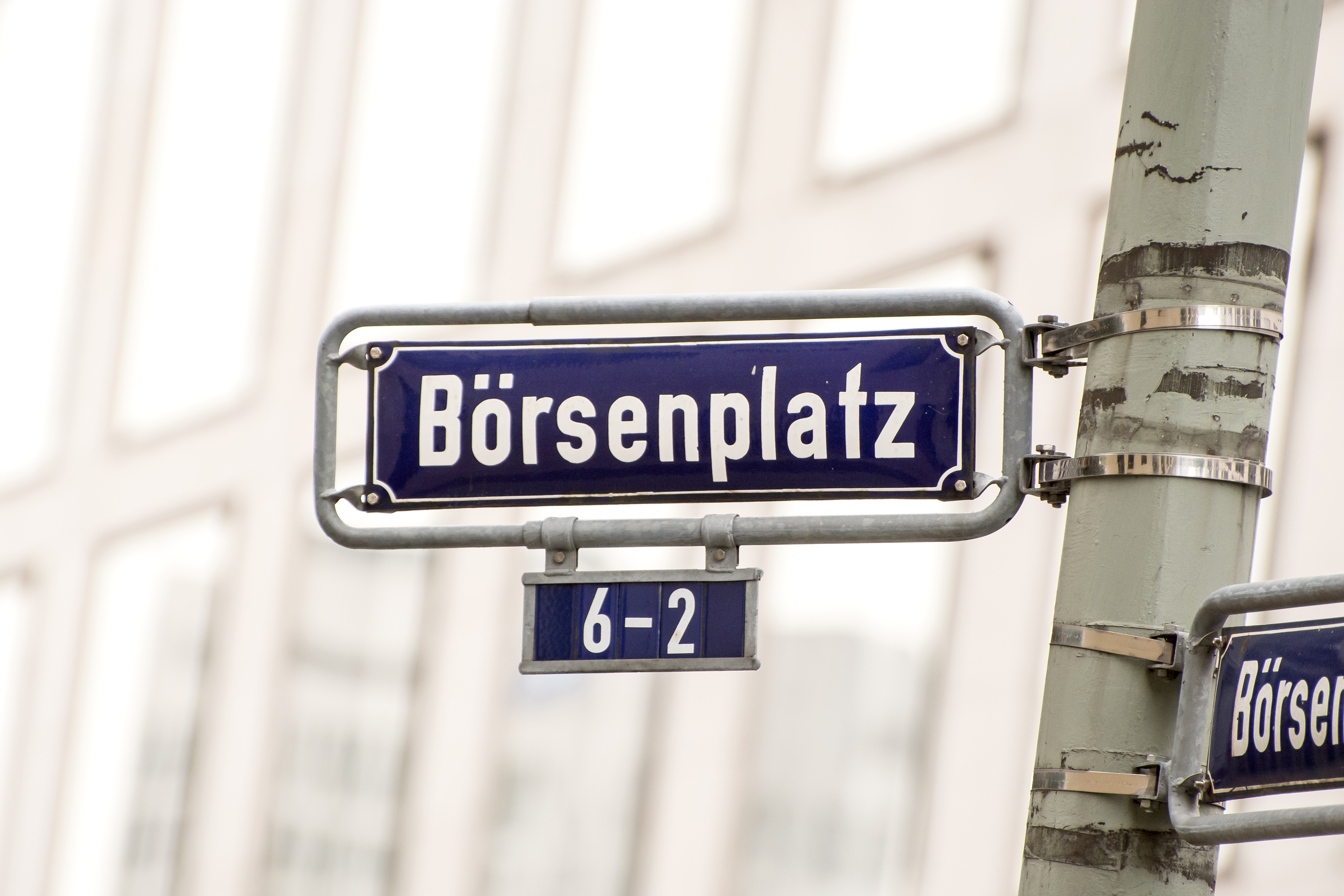
Straßenschild